# Concert at Sea 2014
Concert at Sea 2014 was de negende editie van het jaarlijkse popfestival Concert at Sea. De negende editie vond plaats op vrijdag 27 en zaterdag 28 juni 2014 met 30.000 bezoekers op vrijdag en 40.000 bezoekers op zaterdag.

## Programma

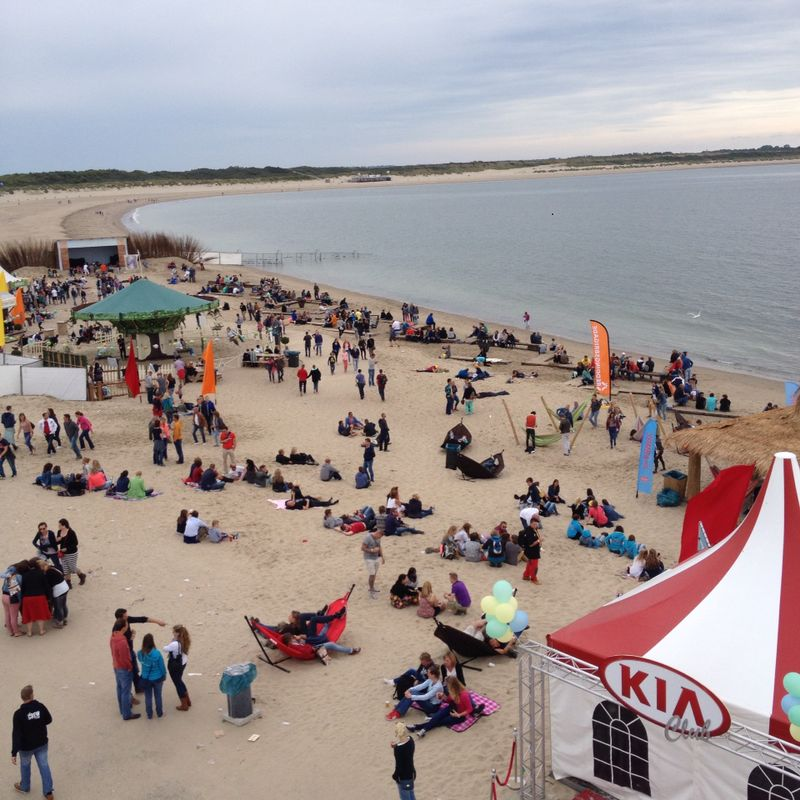
Het strand bij Concert at Sea 2014.

De volgende artiesten stonden op de negende editie van Concert at Sea:
- De Dijk
- Bastille
- Caro Emerald
- The Opposites
- Chef'Special
- Niels Geusebroek
- The Dirty Daddies
- Nielson
- Navarone
- BLØF
- Passenger
- Ilse DeLange
- Alain Clark
- Jacqueline Govaert
- 3JS
- DI-RECT
- Jett Rebel
- FeestDJRuud
- Sunday Sun